# Бериху Арегави
Бериху Арегави (амхарски: በሪሁ አረጋዊ; Тиграј, 28. фебруар 2001) етиопски је атлетичар, светски рекордер у трци на 5 километара на друму. Заузео је четврто место на 10.000 метара на Олимпијским играма у Токију 2020. и друго место у истој дисциплини на следећим играма у Паризу. Арегави је освојио сребрну медаљу у сениорској трци на Светском првенству у кросу 2023. и 2024. године.

## Каријера
Бериху Арегави је освојио бронзану медаљу на 10.000 метара на Светском првенству за јуниоре у Тампереу 2018., када је стигао трећи иза Ронекса Кипрута и Џејкоба Киплима. Победио је у трци на 3000 метара на Афричким омладинским играма те исте године.
Арегави је 31. децембра 2021. поставио светски рекорд у трци на 5 километра у Барселони (Cursa dels Nassos 5K) у времену од 12 минута и 49 секунди, за 2 секунде надмашивши претходни светски рекорд  Џошуе Чептегеија.
На Светском првенству у дворани 2022. у Београду није прошао у финале трке на 3.000 м. Арегави је завршио седми на 10.000 м на Светском првенству на отвореном одржаном у Јуџину, 2022.
У фебруару 2023. освојио је сребрну медаљу на стази дугој 10 километара на Светском првенству у кросу у Батерсту у Аустралији са временом 29:26. Победник је био Џејкоб Киплимо са 29:17. 11. марта 2023., Арегави је 9 секунди заостао за светским рекордом Ронекса Кипрута у трци на 10 км на друму. У Лареду у Шпанији је истрчао етиопски рекорд и друго најбрже време у историји од 26:33.
Истрчао је пету најбржу трку икада на 5.000 метара (12:40,45) у победи на Дијамантској лиги у Лозани у јуну 2023.
У трци на 10.000 метара на Светском атлетском првенству 2023. у Будимпешти заузео је четврто место.
Освојио је сребрну медаљу у трци на 3.000 метара на Светском првенству у дворани 2025. у Нанкингу.

## Достигнућа

### Међународна такмичења
| Представљајући Етиопију | Представљајући Етиопију      | Представљајући Етиопију | Представљајући Етиопију | Представљајући Етиопију | Представљајући Етиопију |
| Година                  | Такмичење                    | Место                   | Пласман                 | Дисциплина              | Резултат                |
| ----------------------- | ---------------------------- | ----------------------- | ----------------------- | ----------------------- | ----------------------- |
| 2018.                   | Светско првенство за јуниоре | Тампере, Финска         | 3.                      | 10.000 м                | 27:48,41                |
| 2018.                   | Афричке омладинске игре      | Алжир, Алжир            | 1.                      | 3.000 м                 | 7:50,98                 |
| 2018.                   | Олимпијада младих            | Буенос Ајрес, Аргентина | 2.                      | 3.000 м и крос трка     | 4 поена                 |
| 2021.                   | Олимпијске игре              | Токио, Јапан            | 4.                      | 10.000 м                | 27:46,16                |
| 2022.                   | Светско првенство у дворани  | Београд, Србија         | 23.                     | 3.000 м                 | 7:58,59                 |
| 2022.                   | Светско првенство            | Јуџин, САД              | 7.                      | 10.000 м                | 27:31,00                |
| 2023.                   | Светско првенство у кросу    | Батерст, Аустралија     | 2.                      | Трка сениора            | 29:26                   |
| 2023.                   | Светско првенство у кросу    | Батерст, Аустралија     | 2.                      | Сениори екипно          | 32 поена                |
| 2023.                   | Светско првенство            | Будимпешта, Мађарска    | 8.                      | 5.000 м                 | 13:12,99                |
| 2023.                   | Светско првенство            | Будимпешта, Мађарска    | 4.                      | 10.000 м                | 27:55,71                |
| 2024.                   | Светско првенство у кросу    | Београд, Србија         | 2.                      | Трка сениора            | 28:12                   |
| 2024.                   | Светско првенство у кросу    | Београд, Србија         | 3.                      | Сениори екипно          | 40 поена                |
| 2024.                   | Олимпијске игре              | Париз, Француска        | 2.                      | 10.000 м                | 26:43,44                |
| 2025.                   | Светско првенство у дворани  | Нанкинг, Кина           | 2.                      | 3.000 м                 | 7:46,25                 |

### Лични рекорди

#### На атлетској стази:
- 3.000 метара – 7:21,28 (Хожов 2024)
  - 3.000 метара у дворани – 7:26,20 (Карлсруе 2022)
- 5.000 метара – 12:40,45 (Лозана 2023)
- 10.000 метара – 26:46,13 (Хенгело 2022)

#### На друму:
- 5 км –  12:49 (Барселона 2021) Светски рекорд
- 10 км –  26:33 (Ларедо 2023)